# パトリック・フォルカーディン
パトリック・フォルカーディン（英: Patrick Volkerding、1966年10月20日 - ）は、Slackware Linuxディストリビューションの創設者であり、メンテナーである。フォルカーディングはSlackwareの「優しい終身の独裁者」（BDFL）であり、非公式には「The Man」としても知られている。  

## 私生活
フォルカーディンは、1993年にミネソタ州立大学ムーアヘッド校でコンピュータサイエンスの理学士号を取得した。フォルカーディンはデッドヘッズであり、1994年4月までにグレイトフル・デッドのコンサートに75回出席している。  
フォルカーディンはサブジーニアス教会の会員である。「Slackware」でslackという単語が使われているのは、J. R. "Bob" Dobbsへのオマージュである。サブジーニアスがSlackwareに与えた影響について、フォルカーディンは次のように述べている。「サブジーニアスの影響があったことは認めます。実際、2.0から3.0の頃は、各CDにドブスヘッドを印刷していました。」  
フォルカーディンは熱心なホームブルワーでビール愛好家である。Slackwareの初期バージョンでは、ユーザーに仕事への感謝の気持ちとして地元のビールを1本送ってもらうよう呼びかけていた。  
フォルカーディンは2001年にアンドレアと結婚し、娘のブリア・セシリア・フォルカーディン（2005年生まれ）がいる。  

### 病気
2004年、フォルカーディンはメーリングリストの投稿で放線菌症を患っていることを発表した。これは複数回の抗生物質投与が必要で、予後も不確かな深刻な病気である。この発表により、多くの技術系ニュースメディアがSlackwareプロジェクトの将来について疑問を抱いた。2012年現在、フォルカーディンとSlackwareプロジェクトはともに再び健全な状態に戻ったと報告されている。  

## Slackware Linux
モーステレコミュニケーションズのマイケル・ジョンストンは、販売されたコピー1枚につきフォルカーディングに1ドルを支払った。この6か月の契約の後、ウォルナットクリークCDROMのロバート・ブルースは、CD-ROMセットとしてSlackwareの出版を開始した。ロバート・ブルースは後にSlackware Linux, Inc.でフォルカーディンのパートナーとなり、フォルカーディンは非支配的少数株主として40%の株式を所有した。支払い不足のため、パトリック・フォルカーディンは「SlackwareストアのDNSを停止すると彼らに告げた」。  
ウォルナットクリークCDROMはSlackware Linux, Inc.の60%の所有者であったが、Berkeley Software Designに売却され、その後ウインドリバー・システムズに売却された。  
クリス・ルーメンスらはSlackwareで働いていたが、低賃金のため失職した。  
ここ数年間、フォルカーディンは多くのボランティアやテスターの協力を得てSlackwareを管理してきた。  

## 受賞
2014年、フォルカーディングはオライリーオープンソース賞を受賞した。  

## 書籍
- Volkerding, Patrick, and Reichard, Kevin, Linux System Commands, IDG Books/M&T Books, 2000, ISBN 0-7645-4669-4
- Volkerding, Patrick, Reichard, Kevin, and Foster-Johnson, Eric,  Instalación y configuración de Linux, Temas profesionales. Madrid: Anaya Multimedia, 1999 ISBN 84-415-0816-X
- Volkerding, Patrick, Reichard, Kevin, and Foster-Johnson, Eric, LINUX Configuration and Installation, M&T Books, 1998, ISBN 0-7645-7005-6
- Volkerding, Patrick, and Reichard, Kevin, Linux in Plain English, MIS:Press, 1997, ISBN 1-55828-542-3

### インタビュー
- LinuxQuestions.org, 2012
- Linux Link Tech Show interview (audio), 2006
- Slashdot interview with Patrick Volkerding, 2000
- Linux Journal interview
- The Age (Australia) Interview
- Hacker Public Radio Interview, 2011